# Monica Csengeri
Monica Suneta Csengeri (21 de marzo de 1996) es una deportista rumana que compite en halterofilia. Ganó tres medallas en el Campeonato Europeo de Halterofilia entre los años 2016 y 2021.

## Palmarés internacional
| Campeonato Europeo | Campeonato Europeo | Campeonato Europeo | Campeonato Europeo |
| Año                | Lugar              | Medalla            | Categoría          |
| ------------------ | ------------------ | ------------------ | ------------------ |
| 2016               | Førde (Noruega)    | Medalla de bronce  | 48 kg              |
| 2017               | Split (Croacia)    | Medalla de plata   | 48 kg              |
| 2021               | Moscú (Rusia)      | Medalla de oro     | 49 kg              |